# Luigia Pallavicini (marchesa)
Luigia Pallavicini, nata Ferrari (Genova, 21 gennaio 1772 – Genova, 19 dicembre 1841), è stata una nobildonna italiana, nata in un'antica famiglia di Varese Ligure. Fu ispiratrice di parecchi poeti e notoriamente di Ugo Foscolo che le ha dedicato una celebre ode A Luigia Pallavicini caduta da cavallo.

## Biografia
Era figlia di Antonio Maria Ferrari notaio, benestante e di Angela Maschio. Visse una felice infanzia nel benessere di Varese e della casa di Genova. Frequentò il collegio di Santa Chiara a Massa. Luigia fu sposata, all'età di diciassette anni, al marchese Domenico Pallavicini, vedovo, senza figli (due gli erano morti), patrizio genovese quarantenne dalle finanze disastrose ma dal nome illustre.
Il matrimonio fu organizzato dal fratello del marchese Francesco, religioso della congregazione somasca, in visita a Varese come predicatore. I notabili del paese invitavano spesso a pranzo i predicatori e in quest'occasione fu raggiunto l'accordo. Fu redatto un contratto nuziale da parte del notaio Leonardo Basteri in Varese.  La cerimonia si tenne nella cappella privata del Palazzo Ferrari il 25 ottobre 1789.
A Genova la coppia abitò nel Palazzo Brignole. Nell'aprile del 1791 nacque la figlia Angela Maddalena.  In seguito, l'ancora giovane donna, sentendosi in parte trascurata dal marito, si dedicò a feste e all'equitazione. Questo la portò al grave incidente che cambierà il corso della sua vita.
Parecchie amicizie superficiali e ammiratori svanirono e solo i più cari le furono vicini tra questi Tito Manzi, esule repubblicano, professore di diritto criminale all'Università di Pisa, che, pur non essendo fisicamente attraente, sopperiva con la sua intelligenza e cultura. Fuggito a Genova per sottrarsi ai numerosi processi intentati contro di lui, divenne, in seguito, uomo di fiducia di Giuseppe Bonaparte e di Gioacchino Murat a Napoli. Questo legame terminò nel giugno 1800, dopo la vittoria nella battaglia di Marengo, quando il Manzi dovette rientrare a Pisa per riprendere la propria attività.
Il 19 marzo 1805 morì il marito e Luigia si ritrovò vedova a trentatré anni. Seguì un periodo di lutto con maggior tranquillità e riservatezza. Dal 1805 al 1814 Genova passò sotto l'Impero francese e questo le portò la soddisfazione di vedere il padre Antonio nominato consigliere di Prefettura a Chiavari, Capitale del Dipartimento degli Appennini. Questo periodo di relativa serenità fu presto offuscato per la morte della madre. Nel 1810 morì anche il padre che nel frattempo si era risposato con una sua domestica, molto più giovane di lui, tale Angela Ghiorzo.
Dopo questi tristi momenti un incontro che portò un certo sollievo e gioia, almeno all'inizio, fu quello con Enrico Stefano Prier, cancelliere del Console francese a Genova.
Lei era pur sempre una donna affabile, molto cortese e di una comunicativa raffinata dall'educazione, egli, di alcuni anni più giovane, uomo colto, buon parlatore, di situazione agiata.
Si sposarono il 31 marzo 1818. Le nozze furono celebrate nella chiesa di San Pancrazio a Genova. Gli sposi abitarono nel palazzo Gio Carlo Brignole, poi s'istallarono in quello del Gazzo allo Scoglietto, adiacente alla villa Rosazza. I primi anni trascorsero felici ma, in seguito, amareggiati per la mancata nomina a Console cui il marito aspirava. Il Prier fece diversi viaggi a Parigi per pratiche inerenti al proprio pensionamento e Luigia sofferse lunghi periodi di solitudine poiché anche la figlia, sposatasi nel 1813 a Giovanni Agazzi, ricco possidente, viveva tra Varese e Borgotaro. Il loro rapporto fu anche amareggiato da contrasti sorti per la sua pensione vitalizia inerente al lascito testamentario.
La vita di Luigia Prier divenne sempre più appartata e solitaria. La vecchiaia la rese pia e benefattrice e la sua vita proseguì tra qualche visita a cimiteri e chiese e professando opere caritatevoli. Luigia Ferrari Prier morì sola d'affetti, vittima di una polmonite, il 19 dicembre 1841, a sessantanove anni. Fu sepolta sotto la navata centrale del santuario di San Francesco da Paola. La tomba è oggi scomparsa.

### Un'amazzone imprudente
A ventotto anni lei era una amazzone provetta ma imprudente. I fatti che portarono al grave incidente sono presi dal resoconto fatto dal generale francese Paul Thiebault, proprietario del cavallo in questione, a quel dì aiutante generale, che fu a Genova più volte e in specie al tempo del memorabile blocco, intorno al quale ha lasciato un'opera giustamente apprezzata.
Reduce da Napoli con l'esercito francese comandato da Étienne Macdonald, era caduto gravemente ammalato di malaria a Pistoia, e dovette perciò ritirarsi a Genova per rimettersi in salute, prima di tornare ai suoi uffici militari. Vi giunse verso la metà di giugno del 1799, mentre i francesi, combattendo con varia fortuna gli austro-russi, subirono la sconfitta nella battaglia della Trebbia (17-19 giugno). Poiché le sue condizioni, secondo le speranze, non miglioravano, in seguito ad un consulto medico, si decise a tornare in patria. Egli allora si preparò alla partenza, e fra le altre cose, mise in vendita i suoi cavalli.

### La caduta da cavallo
La giovane marchesa avrebbe dovuto pagare un forte prezzo negli anni seguenti per aver lasciato parlare il suo orgoglio e la sua temerarietà trascurando tali consigli.
Dopo aver fatto sellare e imbrigliare il cavallo con gran cura partì, accompagnata da un piccolo gruppo di cavalieri, forse ufficiali cisalpini della divisione del generale Gazan, verso la porta di Ponente, quella della Lanterna nelle Mura Nuove, a monte del faro, per provare le qualità della cavalcatura. Finché furono in città, andò tutto bene, l'animale sembrava obbedire alla giovane donna. L'illusione fu breve: non appena il piccolo gruppo arrivò al “Deserto di Sestri” una vasta pianura in riva al mare, il sangue caldo della bestia impetuosa sentì il vento della libertà e dopo aver provato invano con i suoi salti di disarcionare il suo cavaliere, si lancia in una corsa sfrenata. Distanziati i suoi compagni, Luisa poteva contare solo su se stessa per uscire da questo pasticcio.
Donna di carattere, prese rapidamente la decisione di mollare la cintura che la assicurava alla sella e di gettarsi a terra su una parte erbosa del terreno. In questo breve periodo purtroppo aveva giudicato male l'effetto della velocità e invece che sull'erba atterrò su di un sentiero ghiaioso battendo sullo spigolo di una pietra e lacerandosi la guancia e il ciglio sinistro in un modo così rovinoso che fu necessario, in seguito, ricucire i lembi della ferita perché si chiudessero. Fu quindi riportata a Genova tutta insanguinata. Le lesioni causate dalla caduta non furono certamente attenuate dal sistema di cure dell'epoca, ancora empirico in materia di chirurgia estetica, basta ricordare che era ancora sconosciuta la disinfezione delle ferite.
Il Thiebault ordinate le cose sue partì per Nizza via mare il 10 luglio.
L'incidente accadde il 30/6 o forse il 1/7/1799

### Nel mondo dei poeti e degli artisti
La menomazione fisica lasciatale dalla caduta non scalfì le sue attrattive: molti ammiratori la seguirono ammirando in lei qualità spirituali che la rendevano unica. Il dramma traumatico subito, il ricordo della sua splendida bellezza, celata ora da un velo che la rendeva anche misteriosa, fecero sì che diventasse una musa per molti poeti.
Il più conosciuto tra tutti fu il Foscolo: senza quest'aura di mistero di cui la marchesa si ammantava, avrebbe mai scritto l'ode a lei dedicata?
Con molta probabilità Foscolo conobbe Luigia ad una festa della "Genova bene" nell'ottobre 1799, quindi alcuni mesi dopo la caduta da cavallo e la sua bellezza leggendaria gli era stata solo raccontata. La festa fu tenuta dal cittadino Imperiale, ex- principe di Sant'Angelo, a Campi per celebrare l'ultima vittoria del generale Massena sui russi guidati da Suvorov. Si deve tenere anche presente che le testimonianze di quei giorni vogliono il Foscolo perdutamente innamorato, invano, di un'altra genovese, tale Annetta Cesena Viani alla quale dedicarono versi sia il Petracchi sia il Cerioni. Nel Pappagalletto il Cerioni accosta Annetta a una capinera, per la sua folta capigliatura corvina, amata in silenzio dal “fringuello dell'Adria” (Il Foscolo stesso).
Il 14 dicembre 1799 Angelo Petracchi pubblicò una raccolta di versi intitolata Galleria di ritratti, in cui cantava le lodi di ventuno bellezze genovesi tra cui Luigia Pallavicini. Giuseppe Ceroni, amico e fratello d'armi di Foscolo, pubblicava, nel marzo 1800, la sua Pappagalletto, nella quale paragonava a diversi graziosi uccelli una ventina di rappresentanti del bel mondo femminile, più o meno quelli che avevano ispirato Petracchi.  Anche in questo caso vi è Luigia Pallavicini presentata come una « candida colomba / ch'ha le piume scomposte et rabbuffate. / Ah, l'infelice d'alto ramo piomba / e ne porta le tempie insanguinate ».
Ecco la descrizione della giovane donna lasciata da Luigi Tommaso Belgrano nelle sue Imbreviature di Giovanni Scriba:
«Svelto ed elegantissimo il taglio del corpo. La chioma, tra bionda e nera, come la disse il Petracchi, e «a' nodi indocile» come notò il poeta di Zante, disposta nella guisa che dicevano alla Titus, e allacciata appena dalla classica vitta scende, in due cascate di ricci, sugli omeri opulenti e sul petto, che una serica veste color nanchino e a tutto scollo, con le risvolte alla Carmagnola, lascia scorgere a metà coperto da un candido velo. Dagli orecchi pendono sottili cerchioni d'oro; grandi e glauchi sono gli occhi, il naso aquilino, la bocca sorridente. Insomma basta uno sguardo a quel viso, perché s'intenda tutta la verità di questa strofa del Foscolo: «Armoniosi accenti – dal tuo labbro volavano, – E dagli occhi ridenti – Traluceano di Venere – I disdegni e le paci, – La speme, il pianto, e i baci».
Anche se Belgrano ha affermato di aver avuto il piacere di ammirare due ritratti della Pallavicini e di aver incontrato persone che l'avevano conosciuta personalmente, sembra si sia basato, per eleborare la sua descrizione, sul quadro di un ignoto pittore esposto attualmente alla Galleria di Arte Moderna di Nervi, a Genova, al cui inventario è scritto sotto il titolo Presunto Ritratto di Luigia Pallavicini, senza però che alcuna documentazione venga a confermare questa attribuzione.
Nella galleria di Palazzo Durazzo, in via Balbi, è conservato un busto marmoreo, opera di Lorenzo Bartolini,  con inciso sulla base il nome «Luisa». È registrato nel volume La Quadreria Durazzo di Piero Torriti come quello di Luigia Pallavicini.
Si ricorda anche l'esistenza di un busto di Donna Velata che la tradizione riconduceva a Luigia Pallavicini; di tale scultura, custodita anni fa in una collezione privata, si è persa oggi ogni traccia.